# Eleição municipal de Imperatriz em 1996
A eleição municipal de Imperatriz em 1996 ocorreu em 3 de outubro de 1996. O prefeito era Salvador Rodrigues, do PFL, que terminaria seu mandato em 1 de janeiro de 1997. Ildon Marques, do PMDB, foi eleito prefeito de Imperatriz no primeiro turno.

## Candidatos
|  | Nº | Candidato(a) a prefeito | Candidato(a) a prefeito                                     | Candidato(a) a vice-prefeito | Candidato(a) a vice-prefeito                 | Coligação                                                          |
|  | -- | ----------------------- | ----------------------------------------------------------- | ---------------------------- | -------------------------------------------- | ------------------------------------------------------------------ |
|  | 13 |                         | Jomar Fernandes (PT) Jomar Fernandes Pereira Filho          |                              | n/d                                          | Sem coligação - Partido dos Trabalhadores (PT)                     |
|  | 15 |                         | Ildon Marques (PMDB) Ildon Marques de Souza                 |                              | Luís Carlos Noleto (PMDB) Luís Carlos Noleto | Sem coligação - Partido do Movimento Democrático Brasileiro (PMDB) |
|  | 20 |                         | Guilherme Baptista Ventura (PSC) Guilherme Baptista Ventura |                              | n/d                                          | Sem coligação - Partido Social Cristão (PSC)                       |
|  | 25 |                         | José de Ribamar Fiquene (PFL) José de Ribamar Fiquene       |                              | n/d                                          | Sem coligação - Partido da Frente Liberal (PFL)                    |
|  | 33 |                         | Albetisa Leite Dantas (PMN) Albetisa Leite Dantas           |                              | n/d                                          | Sem coligação - Partido da Mobilização Nacional (PMN)              |
|  | 45 |                         | Sebastião Madeira (PSDB) Sebastião Torres Madeira           |                              | n/d                                          | Sem coligação - Partido da Social Democracia Brasileira (PSDB)     |

## Resultado da eleição
| 1º Turno 3 de outubro de 1996    | 1º Turno 3 de outubro de 1996 | 1º Turno 3 de outubro de 1996 | 1º Turno 3 de outubro de 1996 |
| Candidato(a)                     | Vice                          | Votação                       | Votação                       |
| Candidato(a)                     | Vice                          | Total                         | Porcentagem                   |
| -------------------------------- | ----------------------------- | ----------------------------- | ----------------------------- |
| Ildon Marques (PMDB)             | Luís Carlos Noleto (PMDB)     | 34.891                        | 44,33%                        |
| Sebastião Madeira (PSDB)         | n/d                           | 21.352                        | 27,13%                        |
| José de Ribamar Fiquene (PFL)    | n/d                           | 10.352                        | 13,15%                        |
| Jomar Fernandes (PT)             | n/d                           | 9.287                         | 11,80%                        |
| Guilherme Baptista Ventura (PSC) | n/d                           | 2.464                         | 3,13%                         |
| Albetisa Leite Dantas (PMN)      | n/d                           | 366                           | 0,46%                         |
| Total de votos válidos           | Total de votos válidos        | 78.712                        | 100,00%                       |
| Votos apurados                   |                               |                               |                               |
| Votos válidos                    | Votos válidos                 | 78.712                        | 93,95%                        |
| Votos em branco                  | Votos em branco               | 1.272                         | 1,52%                         |
| Votos nulos                      | Votos nulos                   | 3.794                         | 4,53%                         |
| Total de votos apurados          | Total de votos apurados       | 83.778                        | 100,00%                       |
| Eleitores                        |                               |                               |                               |
| Comparecimento                   | Comparecimento                | 83.778                        | 68,74%                        |
| Abstenções                       | Abstenções                    | 38.097                        | 31,26%                        |
| Total de eleitores               | Total de eleitores            | 121.875                       | 100,00%                       |